# Bâtiment autonome

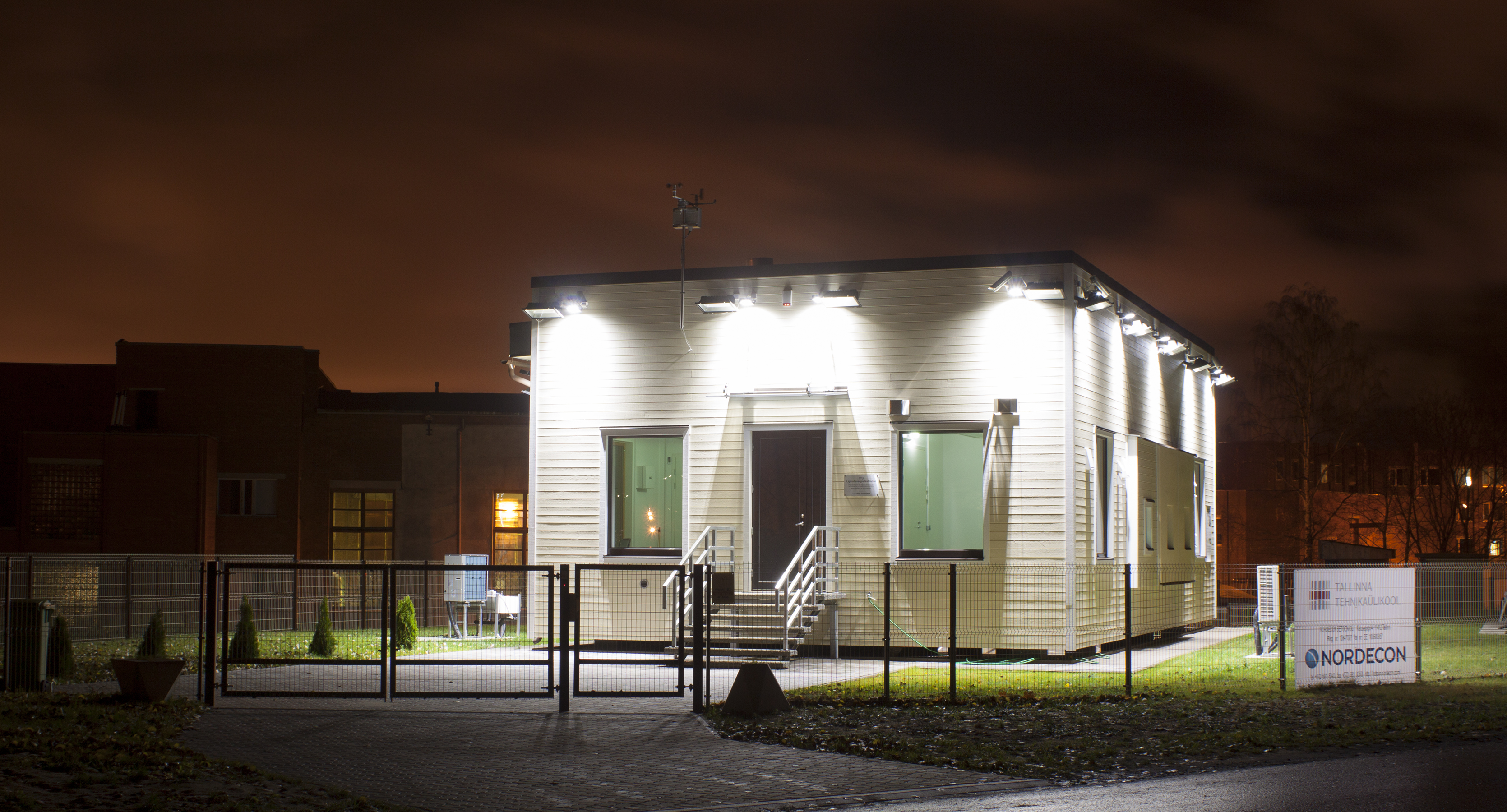

Un bâtiment autonome est un bâtiment énergétiquement indépendant. Il produit lui-même la totalité de l'énergie dont il a besoin. Ce type de construction est souvent équipé de cellules photovoltaïques afin de produire l'énergie électrique nécessaire à le rendre autonome. Cette autonomie peut aussi s'étendre à l'eau potable par recyclage des eaux usées.

## Contexte
Dans les pays développés une quantité importante d'énergie est consommée à l'intérieur des logements, en particulier pour le chauffage et l'eau chaude sanitaire, mais aussi pour la cuisson alimentaire, l'éclairage et parfois la climatisation. Cet apport d'énergie est assuré principalement par des énergies fossiles et par l'électricité, elle-même produite à partir de différentes sources. Ces logements sont donc très dépendants des énergies non renouvelables, et des réseaux de distribution. 
Un bâtiment autonome est un bâtiment qui produit lui-même toute l'énergie dont il a besoin, au moins pendant une partie de l'année.

## Production d'énergies
Différentes énergies peuvent être produites par un bâtiment :
- Électricité : à l'aide de panneaux solaires (électriques et thermiques) ou d'éolienne ;
- Chaleur : par exemple à l'aide de panneau solaire thermique ou de mur Trombe[2] ;
- Gaz : par méthanisation liée à la fermentation de déchets végétaux ou d'électrolyse de l'eau pour produire de l’hydrogène en cas de surproduction d'électricité.

Beaucoup d'énergie peut être économisée si :
- L’isolation thermique est efficace ;
- L'exposition du bâtiment permet de profiter des apports thermiques des rayons du soleil essentiellement l'hiver dans les pays tempérés.